# Atletica leggera ai Giochi della XXXII Olimpiade - Salto in alto femminile

Video integrale della Finale

Ai Giochi della XXXII Olimpiade la competizione di salto in alto femminile si è svolta nei giorni 5 e 7 agosto 2021 presso lo Stadio nazionale di Tokyo.

## Presenze ed assenze delle campionesse in carica
| Competizione           | Atleta            | Prestazione |             |
| ---------------------- | ----------------- | ----------- | ----------- |
| Olimpiadi 2016         | Ruth Beitia       | 1,97 m      | Ritir. 2017 |
| Commonwealth 2018      | Levern Spencer    | 1,95 m      | Presente    |
| Europei 2018           | Marija Lasickene  | 2,00 m      | Presente    |
| Asiatici 2018          | Svetlana Radzivil | 1,96 m      | Presente    |
| Mondiali 2019          | Marija Lasickene  | 2,04 m      | Presente    |
|                        |                   |             |             |
| Mondiali under 20 2018 | Karyna Taranda    | 1,92 m      | Assente     |

Graduatoria mondiale
In base alla classifica della Federazione mondiale, le migliori atlete iscritte alla gara erano le seguenti:
| Pos. | Atleta             | Punti | Note |
| ---- | ------------------ | ----- | ---- |
| 1    | Marija Lasickene   | 1475  |      |
| 2    | Jaroslava Mahučich | 1425  |      |
| 3    | Julija Levčenko    | 1371  |      |

## La gara
Nervosismo in pedana. Non poche atlete si qualificano solo al terzo salto. Tra esse: Marija Lasickene, la favorita per l'oro, Vashti Cunningham (Stati Uniti) ed Iryna Heraščenko (Ucraina). Percorso netto invece per Nicola McDermott (Australia) e Marija Vuković (Montenegro).

In finale la Heraščenko sale in testa, a pari merito con Eleanor Patterson (Australia) a quota 1,96: sono le uniche due atlete a percorso netto. Tutte le altre hanno un errore;  Marija Lasickene e Marija Vuković addirittura due.

A quota 1,98 Lasickene sbaglia una volta, Heraščenko fa il primo errore, Jaroslava Mahučich (Ucraina), ha bisogno di tre salti. Vengono eliminate Patterson e Vuković.

A quota 2,00 rimangono in tre: Lasickene, che sbaglia ancora una volta il primo tentativo,  Mahučich, anch'essa con un errore, e McDermott, che valica l'asticella al primo tentativo. L'australiana è in testa. È vicina anche ai suoi limiti. Detiene un personale di 2,01, che è anche il record australiano.

A quota 2,02 Marija Lasickene esegue un salto perfetto, la McDermott valica l'asticella alla seconda prova, stabilendo il nuovo record nazionale. Jaroslava Mahučich, dopo un errore, decide di riservarsi gli altri due tentativi alla misura successiva.

A 2,04 l'unica a valicare l'asticella è, al secondo tentativo, Marija Lasickene, che vince l'oro. McDermott è seconda con 2,02 e la Mahučich è terza con 2 metri.
Sono state stabilite le migliori misure di sempre per l'ottava e la nona posizione con 1,96 metri.

## Risultati

### Turno eliminatorio
Giovedì 5 agosto, ore 9:10.
Si qualificano le atlete che superano la misura di 1,95 m (Q) o le prime 12 classificate (q).
| Pos. | Gruppo | Atleta                     | Nazione       | Salti  | Salti  | Salti  | Salti  | Salti  | Risultato | Note                                     |
| Pos. | Gruppo | Atleta                     | Nazione       | 1,82 m | 1,86 m | 1,90 m | 1,93 m | 1,95 m | Risultato | Note                                     |
| ---- | ------ | -------------------------- | ------------- | ------ | ------ | ------ | ------ | ------ | --------- | ---------------------------------------- |
| 1    | A      | Nicola McDermott           | Australia     | -      | o      | o      | o      | o      | 1,95 m    | Q                                        |
| 1    | B      | Marija Vuković             | Montenegro    | o      | o      | o      | o      | o      | 1,95 m    | Q                                        |
| 3    | B      | Jaroslava Mahučich         | Ucraina       | -      | o      | xo     | o      | o      | 1,95 m    | Q                                        |
| 4    | B      | Marie-Laurence Jungfleisch | Germania      | o      | o      | o      | o      | xo     | 1,95 m    | Q                                        |
| 4    | B      | Eleanor Patterson          | Australia     | -      | o      | o      | o      | xo     | 1,95 m    | Q                                        |
| 4    | A      | Safina Sadullayeva         | Uzbekistan    | -      | o      | o      | o      | xo     | 1,95 m    | Q                                        |
| 7    | B      | Morgan Lake                | Gran Bretagna | o      | o      | o      | xo     | xo     | 1,95 m    | Q                                        |
| 8    | B      | Kamila Lićwinko            | Polonia       | -      | o      | xo     | xo     | xo     | 1,95 m    | Q                                        |
| 9    | A      | Vashti Cunningham          | Stati Uniti   | -      | o      | o      | o      | xxo    | 1,95 m    | Q                                        |
| 9    | B      | Marija Lasickene           | ROC           | o      | o      | o      | o      | xxo    | 1,95 m    | Q                                        |
| 11   | A      | Iryna Heraščenko           | Ucraina       | o      | o      | o      | xo     | xxo    | 1,95 m    | Q                                        |
| 11   | A      | Julija Levčenko            | Ucraina       | o      | o      | o      | xo     | xxo    | 1,95 m    | Q                                        |
| 11   | A      | Maja Nilsson               | Svezia        | o      | o      | xo     | o      | xxo    | 1,95 m    | Q                                        |
| 14   | A      | Mirela Demireva            | Bulgaria      | xxo    | o      | xxo    | xo     | xxo    | 1,95 m    | Q                                        |
| 15   | B      | Erika Kinsey               | Svezia        | o      | o      | o      | xxo    | xxx    | 1,93 m    | Miglior prestazione personale stagionale |
| 16   | A      | Emily Borthwick            | Gran Bretagna | o      | xo     | o      | xxo    | xxx    | 1,93 m    | Miglior prestazione personale stagionale |
| 16   | B      | Elena Vallortigara         | Italia        | o      | o      | xo     | xxo    | xxx    | 1,93 m    |                                          |
| 18   | A      | Daniela Stanciu            | Romania       | o      | o      | o      | xxx    |        | 1,90 m    |                                          |
| 19   | A      | Karyna Dėmidik             | Bielorussia   | o      | o      | xo     | xxx    |        | 1,90 m    |                                          |
| 20   | B      | Svetlana Radzivil          | Uzbekistan    | o      | o      | xxo    | xxx    |        | 1,90 m    |                                          |
| 20   | A      | Alessia Trost              | Italia        | o      | o      | xxo    | xxx    |        | 1,90 m    |                                          |
| 22   | A      | Ella Junnila               | Finlandia     | o      | o      | xxx    |        |        | 1,86 m    |                                          |
| 22   | A      | Salome Lang                | Svizzera      | o      | o      | xxx    |        |        | 1,86 m    |                                          |
| 22   | B      | Levern Spencer             | Saint Lucia   | o      | o      | xxx    |        |        | 1,86 m    |                                          |
| 25   | B      | Rachel McCoy               | Stati Uniti   | o      | xo     | xxx    |        |        | 1,86 m    |                                          |
| 25   | A      | Imke Onnen                 | Germania      | o      | xo     | xxx    |        |        | 1,86 m    |                                          |
| 25   | B      | Ana Šimić                  | Croazia       | o      | xo     | xxx    |        |        | 1,86 m    |                                          |
| 28   | B      | Nadezhda Dubovitskaya      | Kazakistan    | o      | xxo    | xxx    |        |        | 1,86 m    |                                          |
| 28   | A      | Kristina Ovchinnikova      | Kazakistan    | o      | xxo    | xxx    |        |        | 1,86 m    |                                          |
| 28   | A      | Airinė Palšytė             | Lituania      | o      | xxo    | xxx    |        |        | 1,86 m    |                                          |
| 31   | B      | Tynita Butts-Townsend      | Stati Uniti   | xo     | xxx    |        |        |        | 1,82 m    |                                          |

### Finale

Video integrale della Finale

Sabato 7 agosto, ore 19:35.
| Pos. | Atleta                     | Nazione       | Salti  | Salti  | Salti  | Salti  | Salti  | Salti  | Salti  | Salti  | Salti  | Risultato | Note                                     |
| Pos. | Atleta                     | Nazione       | 1,84 m | 1,89 m | 1,93 m | 1,96 m | 1,98 m | 2,00 m | 2,02 m | 2,04 m | 2,06 m | Risultato | Note                                     |
| ---- | -------------------------- | ------------- | ------ | ------ | ------ | ------ | ------ | ------ | ------ | ------ | ------ | --------- | ---------------------------------------- |
|      | Marija Lasickene           | ROC           | o      | o      | o      | xxo    | xo     | xo     | o      | xo     | r      | 2,04 m    | Miglior prestazione personale stagionale |
|      | Nicola McDermott           | Australia     | -      | o      | o      | xo     | o      | o      | xo     | xxx    |        | 2,02 m    | Record oceaniano                         |
|      | Jaroslava Mahučich         | Ucraina       | -      | o      | o      | xo     | xxo    | xo     | x-     | xx     |        | 2,00 m    |                                          |
| 4    | Iryna Heraščenko           | Ucraina       | o      | o      | o      | o      | xo     | xxx    |        |        |        | 1,98 m    | Miglior prestazione personale stagionale |
| 5    | Eleanor Patterson          | Australia     | o      | o      | o      | o      | xxx    |        |        |        |        | 1,96 m    | Miglior prestazione personale stagionale |
| 6    | Vashti Cunningham          | Stati Uniti   | o      | o      | o      | xo     | xx-    | x      |        |        |        | 1,96 m    |                                          |
| 6    | Safina Sadullayeva         | Uzbekistan    | -      | o      | o      | xo     | xxx    |        |        |        |        | 1,96 m    | Miglior prestazione personale            |
| 8    | Yuliya Levchenko           | Ucraina       | o      | o      | xo     | xo     | xx-    | x      |        |        |        | 1,96 m    | Miglior prestazione personale stagionale |
| 9    | Marija Vuković             | Montenegro    | o      | o      | xo     | xxo    | xxx    |        |        |        |        | 1,96 m    |                                          |
| 10   | Marie-Laurence Jungfleisch | Germania      | o      | o      | xo     | xxx    |        |        |        |        |        | 1,93 m    |                                          |
| 11   | Kamila Lićwinko            | Polonia       | o      | o      | xxo    | xxx    |        |        |        |        |        | 1,93 m    |                                          |
| 12   | Mirela Demireva            | Bulgaria      | xo     | o      | xxo    | xxx    |        |        |        |        |        | 1,93 m    |                                          |
| 13   | Maja Nilsson               | Svezia        | o      | xxx    |        |        |        |        |        |        |        | 1,84 m    |                                          |
| -    | Morgan Lake                | Gran Bretagna |        |        |        |        |        |        |        |        |        | dns       |                                          |